# 物部贄子
物部 贄子（もののべ の にえこ、生没年不詳）は、古墳時代・飛鳥時代の豪族。姓は連あるいは大連。物部尾輿の子で、物部守屋の弟。石上贄古（いそのかみのにえこ）とも言う。

## 経歴
『先代旧事本紀』「天孫本紀」には「物部石上贄古連公」とあり、宇摩志麻治命の14世の孫で尾輿の子とされている。異母妹の御井夫人を妻として、4人の子が存在する。
『日本書紀』巻第二十によると、日羅の来日に関与しており、敏達天皇12年（583年）、天皇の命により大伴糠手子や阿倍目とともに日羅の元を訪ね、国の政治について諮問している。日羅暗殺後、天皇の命により、彼を小郡の西のほとりの丘の前に埋葬し、さらに、糠手子の天皇への進言により、妻子・水夫らを石川百済村・石川大伴村に分散させて住まわせたという。なお、糠手子と目はマヘツキミであることから、のちに蘇我氏が複数人のマヘツキミを輩出したのと同じように、物部氏も複数人のマヘツキミ（物部守屋と贄子）を輩出していたと考えられる。
その後のことについては、『旧事本紀』によると、推古天皇の御世に、大連として石上神宮を祀った、とある。